# Svartadamm
Svartadamm är en sjö i Varbergs kommun i Halland och ingår i Viskans huvudavrinningsområde. Sjöns area är 0,013 kvadratkilometer och den befinner sig 80 meter över havet.